# Distretto di Phu Kradueng
Il distretto di Phu Kradueng (in thailandese: ภูกระดึง) è un distretto (amphoe) della Thailandia, situato nella provincia di Loei.